# US Open 2003
Lo US Open 2003 è stata la 123ª edizione dello US Open e quarta prova stagionale dello Slam.
Si è disputato dal 25 agosto al 7 settembre 2003 al USTA Billie Jean King National Tennis Center in Flushing Meadows di New York negli Stati Uniti.
Il singolare maschile è stato vinto dallo statunitense Andy Roddick, che si è imposto sullo spagnolo Juan Carlos Ferrero col punteggio di 6–3, 7–6(2), 6–3. Il singolare femminile è stato vinto dalla belga Justine Henin, che ha battuto in finale la connazionale Kim Clijsters. 
Nel doppio maschile si sono imposti Jonas Björkman e Todd Woodbridge. Nel doppio femminile hanno trionfato Virginia Ruano Pascual e Paola Suárez. 
Nel doppio misto la vittoria è andata alla slovena Katarina Srebotnik, in coppia con Bob Bryan.

## Risultati

### Singolare maschile
Andy Roddick ha battuto in finale  Juan Carlos Ferrero con il punteggio di 6–3, 7–6(2), 6–3.

### Singolare femminile
Justine Henin ha battuto in finale  Kim Clijsters con il punteggio di 7–5, 6–1.

### Doppio maschile
Jonas Björkman /  Todd Woodbridge hanno battuto in finale  Mike Bryan /  Bob Bryan con il punteggio di 5–7, 6–0, 7–5.

### Doppio femminile
Virginia Ruano Pascual /  Paola Suárez hanno battuto in finale  Svetlana Kuznecova /  Martina Navrátilová con il punteggio di 6–2, 6–2.

### Doppio misto
Katarina Srebotnik /  Bob Bryan hanno battuto in finale  Lina Krasnoruckaja /  Daniel Nestor con il punteggio di 5–7, 7–5, 7–6(5).

## Junior

### Singolare ragazzi
Jo-Wilfried Tsonga ha battuto in finale  Marcos Baghdatis con il punteggio di 7–6, 6–3.

### Singolare ragazze
Kirsten Flipkens ha battuto in finale  Michaëlla Krajicek con il punteggio di 6–3, 7–5.

### Doppio ragazzi
Non giocato a causa delle condizioni avverse del tempo

### Doppio ragazze
Non giocato a causa delle condizioni avverse del tempo